# Litocorsa seychellensis
Litocorsa seychellensis är en ringmaskart som beskrevs av Iain Darbyshire och Mackie 2003. Litocorsa seychellensis ingår i släktet Litocorsa och familjen Pilargidae. Inga underarter finns listade i Catalogue of Life.